# Gervais Yao Kouassi
Gervais Yao Kouassi, ismertebb– és becenevén Gervinho (Ányama, 1987. május 27.) elefántcsontparti labdarúgó.

## Pályafutása

### Fiatal évei
Pályafutását a híres ASEC Abidjan ifjúsági akadémiáján kezdte, ahol öt évet töltött el. Az akkori edzője a "Gervinho" becenevet adta neki.
Ezek után a Toumodi FC-be került ahol Ibrahim Touré-val játszott együtt.

### K.S.K. Beveren
Gervinho egy évet töltött a Beveren ifjúsági csapatában, mielőtt 2005-ben csatlakozott a Jupiler League-ben szereplő felnőtt kerethez. 2005. augusztus 20-án a Lierse SK ellen megszerezte első profi gólját. 2006. március 11-én gólt és gólpassz került a neve mellé a KVC Westerlo elleni hazai mérkőzésen.
A következő szezonban egészen a 6. fordulóig várni kellett az újabb góljához. A RSC Charleroi ellen szerezte meg az új bajnoki idényben az első gólját. 2007. február 10-én a Excelsior Mouscron ellen gólt szerzett és gólpasszt jegyzett, amivel egy remek sorozat kezdődött számára, a következő kilenc bajnokin hat gól és kélt gólpasszt osztott ki. 2 szezont töltött el a felnőttek közt és 61 mérkőzésen 14 gólt szerzett.

### Le Mans
A 2006/07-es szezonban csatlakozott a Ligue 1-ben szereplő Le Mans-hoz, ahol együtt játszott az elefántcsontparti Romarickal.
2007. augusztus 5-én mutatkozott be a Metz elleni hazai mérkőzésen, csereként lépett pályára a 85. percben. A Lyon elleni idegenbeli mérkőzésen két gólpasszt osztott ki, majd a OGC Nice ellen is két gólpassz került a neve mellé. December 1-jén megszerezte első gólját a Francia bajnokságban és csapata színében a AS Nancy ellen, majd a következő bajnokin ismét betalált.
A következő szezonban a már a második bajnoki mérkőzésén betalált az ellenfél kapujába és gólpasszt adott, ezt a FC Nantes bánta. A Le Havre ellen ismét gólt szerzett és gólpasszt adott. Az utolsó három bajnoki mérkőzésén három gólpasszt osztott ki. A ligakupában egy mérkőzésen szerepelt, de rögtön gólt szerzett a Stade Rennais FC ellen.

### Lille

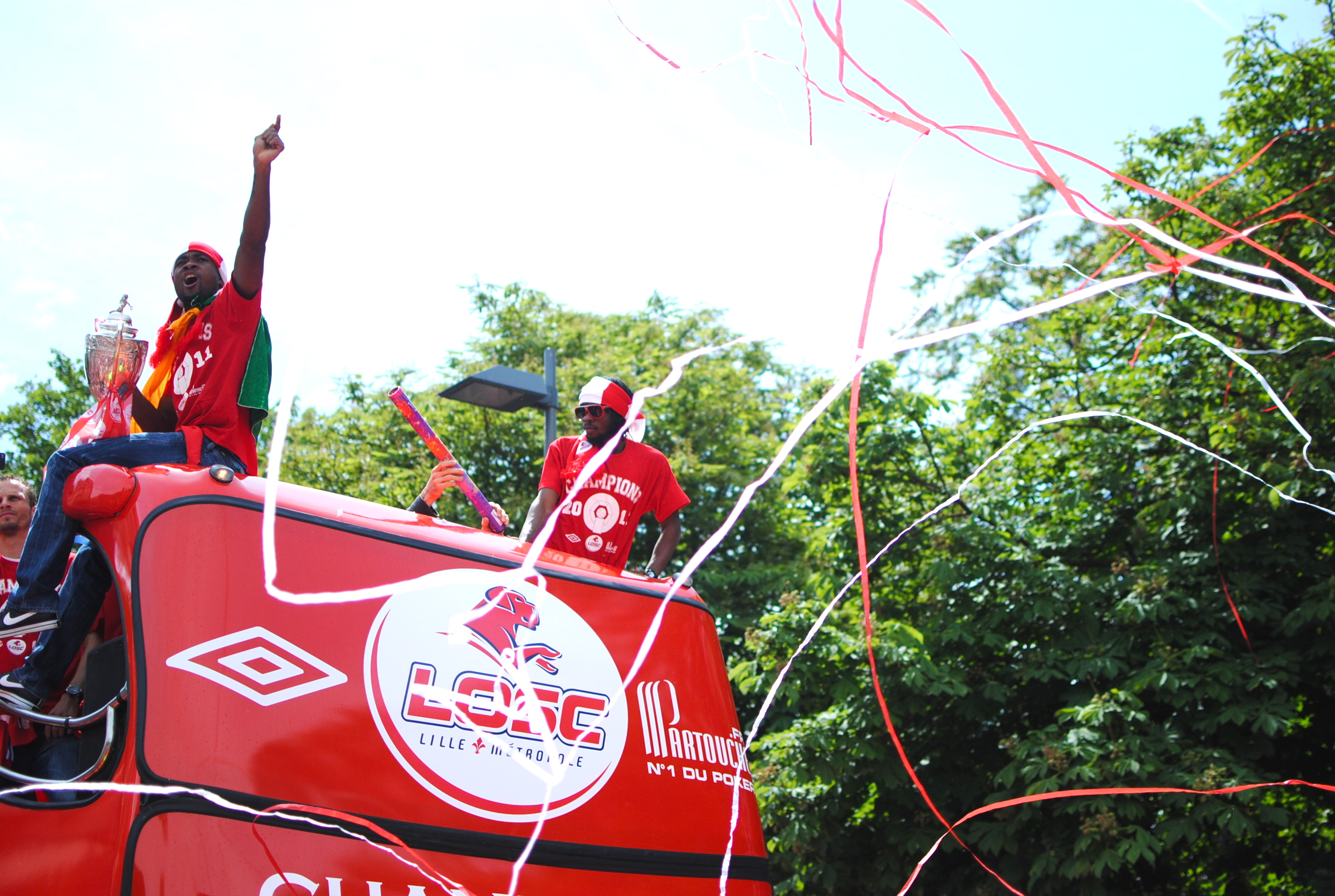
Gervinho a francia kupa ünneplésekor

Gervinho, 2009-ben csatlakozott a Lille csapatához. 2009. augusztus 16-án mutatkozott be a Olympique de Marseille ellen. Első góljáig egészen a 8. fordulóig kellett várni a US Boulogne ellen szerezte meg. November 28-án duplázott a Valenciennes ellen, majd a következő bajnokin ismét duplázott a Lyon ellen. December 23-án szinte egy maga intézte el a AS Nancy csapatát, két gólt és két gólpasszt adott. Az Európa-ligában is termelte a gólokat. Rögtön az első mérkőzésén betalált a spanyol Valencia kapujába, majd a következő mérkőzésen duplázott a cseh Slavia Praha ellen. A Genoa CFC ellen is betalált, majd ismét a Slavia Praha következett. Hét Európa-liga mérkőzésen öt gólt szerzett. A bajnokságban 32 mérkőzésen 13 gólt szerzett és 9 gólpasszt adott.
A következő szezonban duplázott a Lens, az AS Nancy, az AC Arles-Avignon ellen. Az SM Caen ellen egy gólt és két gólpasszt jegyzett, amivel a mezőny egyik legjobbja volt az 5–2-re megnyert mérkőzésen, idegenben. A Stade Brest 29 ellen 1–1-re hozta a mérkőzést fel, majd gólpasszt adott Moussa Sow-nak. A mérkőzést idegenbe 2–1-re nyerték meg. Moussa Sow-val és Eden Hazard-dal félelmetes csatár triót alkottak a bajnokságban. A szezonban 35 mérkőzésen 15 gólt szerzett és 11 gólpasszt jegyzett, ezzel hozzá segítse csapatát az első francia bajnoki címéhez, 57 év után, és még az első francia kupa sikerhez, 1955 óta.

### Arsenal
Gervinho 2011. július 6-án orvosi vizsgálaton vett részt Londonban. 2011. július 11-én Arsène Wenger megerősítette hogy Gervinho aláírt az Arsenal csapatához.

#### 2011–12-es szezon

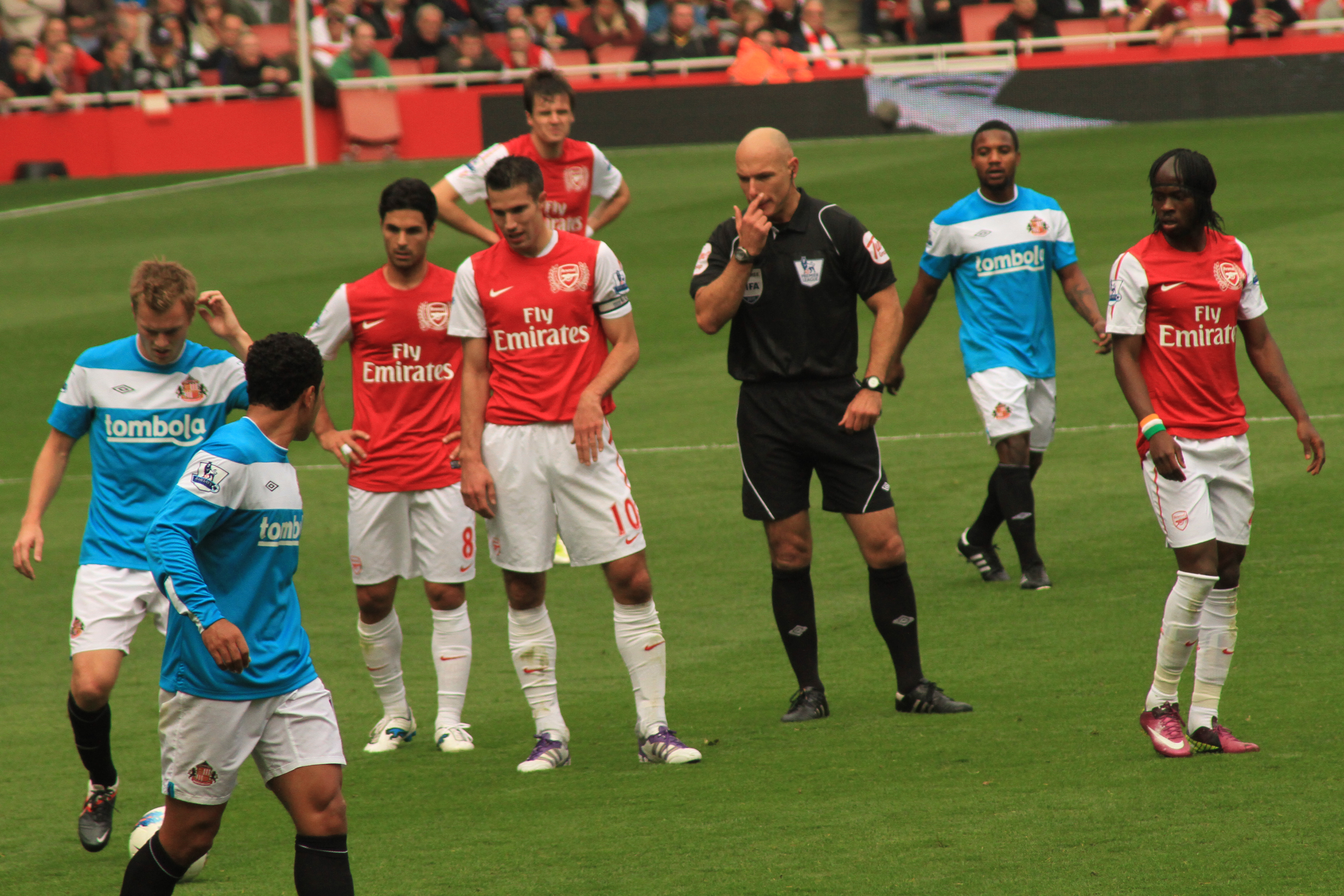
Gervinho a Sunderland ellen

2011. július 23-án a Köln elleni barátságos mérkőzésen, ahol 2–1-re győztek, Gervinho a nyolcadik percben megszerezte az első gólját az Ágyúsok színeiben, Jack Wilshere remek kiugratása után átemelte a labdát Michael Rensing fölött, majd nyolc perc elteltével pedig Theo Walcott viharzott el a jobb oldalon, a középre adott labdájánál meg közelről a kapuba belsőzött.
2011. augusztus 13-án a Newcastle United ellen debütált a bajnokságban, de nem sokáig örülhetett, mivel a 76. percben Joey Barton megütése miatt kiállította a játékvezető. Első bajnoki gólját a Blackburn Rovers elleni 4–3-ra megnyert bajnokin szerezte. Második gólját a Stoke City ellen szerezte, ahol a gólja mellé kiosztott két gólpasszt is. Következő gólját a bajnokságban a Wigan Athletic ellen szerezte a 14. fordulóban. 2011. december 27-én megszerezte a negyedik gólját a Wolverhampton elleni 1–1-re végződő bajnoki mérkőzésen.

#### 2012–13-as szezon
A felkészülési időszakban csakúgy, mint tavaly ismét eredményes tudott lenni a német 1. FC Köln ellen, ahol csapata negyedik gólját szerezte meg, a 4–0-ra megnyert mérkőzésen. 2012. szeptember 15-én a Southampton elleni hazai mérkőzésen a 35. percben Mikel Arteta indításából Gervinho indult be kitűnően a védők mögé jobbról, majd az ötös sarkáról bombázta be laposan a rövid alsóba a labdát. Második gólját Aaron Ramsey lécről lepattanó labdáját bombázta a kapuba. Szeptember 18-án a Bajnokok Ligája első csoportmérkőzésén a Montpellier Hérault SC ellen Jenkinson kapta meg a jobb oldalon a labdát, egyből belőtte laposan keresztbe, ahol Gervinho könnyedén helyezte a kapu közepébe a labdát kialakítva a 2–1-es Arsenal sikert.
A Chelsea ellen a 42. percben Oxlade-Chamberlain jobb oldali beadása után nagyszerűen vette át a labdát az ötös előterében, majd fordulásból kilőtte a bal felső sarkot, amivel kiegyenlített. A mérkőzést a kékek nyerték 2–1-re. A Bajnokok Ligája második csoport mérkőzésén a görög Olímpiakósz SZFP ellen 3–1-re megnyert hazai mérkőzésen Lukas Podolski passzolt középre, amivel Mikel Arteta nem tudott mit kezdeni, elpattant tőle a labda, de így lett jó azonban Gervinhónak, aki 20 méterről középről a jobb alsóba helyezte a labdát, így vezetést szerzett csapatának. Nem sokkal később Gervinho beadását blokkolták a görögök játékosai, a labda visszapattant az elefántcsontparti támadó elé, aki Podolskihoz passzolt, a német csatár pedig hét méterről Megyeri lába között a hálóba lőtt.
A Queens Park Rangers elleni bajnokin csereként lépett pályára, de mindössze tíz perc után hordágyon kellett lehozni bokafájdalmai miatt, majd vizsgálatok után kiderült, hogy bokasérülést szenvedett, akár 1 hónapos kihagyás is vár rá. December 4-én a Bajnokok Ligájában az Olímpiakósz SZFP ellen a 38. percben szépen vitte a jobb oldalon felfelé a labdát, majd egy csel után vissza készítette a labdát Tomáš Rosický-nek, aki 16 méterről a jobb felső sarokba lőtte a labdát. A mérkőzést a görögök nyerték 2–1-re, amivel az ágyúsok a második helyen jutottak tovább a német Schalke 04 mögött. 2013. március 16-án a Swansea City ellen 2–0-ra megnyert mérkőzésen a 90. percben ziccerből volt eredményes. A Reading ellen 4-1-re megnyert hazai bajnoki mérkőzésen Gervinho szerezte meg a vezető találatot.

### AS Roma
2013. augusztus 8-án hivatalosan bejelentették, hogy a Roma játékosa lett.

### Parma
2018. augusztus 17-én a Parma igazolta le.

### Trabzonspor
Nem sokkal azután, hogy a Parma kiesett a Serie A-ból, 2021. május 26-án bejelentették, hogy Gervinho a török Trabzonsporhoz szerződött. Rögtön az első bajnoki mérkőzésén gólt szerzett a Yeni Malatyaspor elleni 5–1-es győzelem alkalmával.

### Árisz Theszaloníkisz
2022. július 15-én a görög élvonalban szereplő Áriszhoz igazolt.

## Válogatott
Részt vett a 2010-es labdarúgó-világbajnokság-on és a 2008-as afrikai nemzetek kupáján. A 2008-as afrikai kupában két mérkőzésen szerepelt és ezeken egy sárga lapot szerzett. A Afrikai nemzetek kupája selejtezőjében duplázott a Guineai labdarúgó-válogatott ellen. Részt vett a 2012-es afrikai nemzetek kupáján a válogatottal, majd a Mali labdarúgó-válogatott ellen győztes gólt szerzett a 45. percben, amivel bejutottak a döntőbe.
A 2013-as afrikai nemzetek kupája selejtezőjében a Szenegáli labdarúgó-válogatott elleni első mérkőzésen gólpasszt adott Salomon Kalou-nak és tizenegyest harcol ki, amit Didier Drogba értékesített, majd maga is betalált a kapuba. A 2013-as afrikai nemzetek kupáján a Togói labdarúgó-válogatott ellen győztes gólt szerzett. A Tunéziai labdarúgó-válogatott ellen az első gólt szerezte a 3–0-ra megnyert mérkőzésen, valamint a gólpasszt adott Didier Ya Konannak.

## Pályafutása statisztikái

### Válogatott góljai
| #  | Időpont             | Helyszín                              | Ellenfél      | Gólok | Eredmény | Kiírás                                           |
| -- | ------------------- | ------------------------------------- | ------------- | ----- | -------- | ------------------------------------------------ |
| 1  | 2009. november 14.  | Stade Félix Houphouët-Boigny, Abidjan | Guinea        | 1 – 0 | 3 – 0    | 2010-es labdarúgó-világbajnokság-selejtező (CAF) |
| 2  | 2009. november 14.  | Stade Félix Houphouët-Boigny, Abidjan | Guinea        | 2 – 0 | 3 – 0    | 2010-es labdarúgó-világbajnokság-selejtező (CAF) |
| 3  | 2010. január 15.    | Estádio Chimandela, Cabinda           | Ghána         | 1 – 0 | 3 – 1    | 2010-es afrikai nemzetek kupája                  |
| 4  | 2010. november 17.  | Stadion Miejski, Poznań               | Lengyelország | 1 – 1 | 1 – 3    | Barátságos mérkőzés                              |
| 5  | 2011. június 5.     | Stade de l'Amitie, Cotonou            | Benin         | 3 – 0 | 6 – 2    | 2012-es afrikai nemzetek kupája (selejtező)      |
| 6  | 2011. június 5.     | Stade de l'Amitie, Cotonou            | Benin         | 5 – 2 | 6 – 2    | 2012-es afrikai nemzetek kupája (selejtező)      |
| 7  | 2011. szeptember 3. | Stade Amahoro, Kigali                 | Ruanda        | 5–0   | 5–0      | 2012-es afrikai nemzetek kupája (selejtező)      |
| 8  | 2012. február 8.    | Stade d'Angondjé, Libreville          | Mali          | 1–0   | 1–0      | 2012-es afrikai nemzetek kupája                  |
| 9  | 2012. szeptember 8. | Stade Félix Houphouët-Boigny, Abidjan | Szenegál      | 2–2   | 4–2      | 2013-as afrikai nemzetek kupája (selejtező)      |
| 10 | 2013. január 14.    | Al Nahyan Stadium, Abu-Dzabi          | Egyiptom      | 4 – 2 | 1 – 0    | Barátságos mérkőzés                              |
| 11 | 2013. január 14.    | Al Nahyan Stadium, Abu-Dzabi          | Egyiptom      | 3 – 1 | 1 – 0    | Barátságos mérkőzés                              |
| 12 | 2013. január 22.    | Royal Bafokeng Stadion, Rustenburg    | Togo          | 2–1   | 2–1      | 2013-as afrikai nemzetek kupája                  |
| 13 | 2013. január 26.    | Royal Bafokeng Stadion, Rustenburg    | Tunézia       | 1–0   | 3–0      | 2013-as afrikai nemzetek kupája                  |

## Statisztika
| Klub             | Szezon           | Bajnokság | Bajnokság | Kupa     | Kupa  | Nemzetközi | Nemzetközi | Összesen | Összesen |
| Klub             | Szezon           | Mérkőzés  | Gólok     | Mérkőzés | Gólok | Mérkőzés   | Gólok      | Mérkőzés | Gólok    |
| ---------------- | ---------------- | --------- | --------- | -------- | ----- | ---------- | ---------- | -------- | -------- |
| Le Mans          | 2007–08          | 26        | 2         | 4        | 4     | 0          | 0          | 30       | 6        |
| Le Mans          | 2008–09          | 33        | 7         | 4        | 1     | 0          | 0          | 37       | 8        |
| Összesen         | Összesen         | 59        | 9         | 8        | 5     | 0          | 0          | 67       | 14       |
| Lille            | 2009–10          | 32        | 13        | 0        | 0     | 8          | 5          | 40       | 18       |
| Lille            | 2010–11          | 35        | 15        | 8        | 3     | 10         | 0          | 53       | 18       |
| Összesen         | Összesen         | 67        | 28        | 8        | 3     | 18         | 5          | 93       | 36       |
| Arsenal          | 2011–12          | 28        | 4         | 2        | 0     | 7          | 0          | 37       | 4        |
| Arsenal          | 2012–13          | 18        | 5         | 2        | 0     | 6          | 2          | 26       | 7        |
| Összesen         | Összesen         | 46        | 9         | 4        | 0     | 13         | 2          | 63       | 11       |
| AS Roma          | 2013–14          | 17        | 5         | 3        | 3     | 0          | 0          | 20       | 8        |
| Karrier összesen | Karrier összesen | 250       | 65        | 23       | 11    | 31         | 7          | 304      | 83       |

## Sikerei, díjai

### Klub
- Lille:
  - Ligue 1 bajnok: 2011
  - Francia kupa: 2011

### Válogatott
- Elefántcsontpart
  - Afrikai nemzetek kupája (1): 2015